# Costanza d'Aragona (regina 1183)
Costanza di Aragona in catalano Constança d'Aragó (1183 – Catania, 23 giugno 1222) è stata prima la regina consorte d'Ungheria dal 1198 al 1204 e, sposando in seconde nozze Federico II di Svevia, fu regina consorte del regno di Sicilia (1209-1222) e imperatrice del Sacro Romano Impero (1212-1222).

## Biografia
Constanza de Aragón y Castilla, nata nel 1183 , era figlia del re d'Aragona Alfonso il Casto e di Sancha di Castiglia (1154-1208), che era figlia del re di Castiglia, Alfonso VII.

### Matrimonio con Emerico d'Ungheria
Dopo la morte del padre nel 1196, il suo destino fu deciso dal fratello, il re d'Aragona Pietro II, che concordò il suo matrimonio con il re Emerico d'Ungheria. Perciò, a 14 anni, Costanza lasciò l'Aragona per l'Ungheria e, nel 1198 sposò Emerico, al quale diede un figlio, Ladislao, l'anno seguente (1199-1205).
Il 26 agosto 1204, Emerico, sentendo approssimarsi la morte, incoronò suo figlio per assicurargli la successione e lo affidò a suo fratello Andrea, al quale fece promettere di proteggerlo e aiutarlo a governare il Regno d'Ungheria fino alla maggiore età. Emerico morì tre mesi dopo, il 30 novembre.
Andrea, divenuto reggente, prese nelle sue mani tutto il potere mentre Costanza e il giovane re Ladislao si ritrovarono poco più che prigionieri, tanto che fuggirono a Vienna dove si rifugiarono presso la corte del Duca d'Austria Leopoldo VI di Babenberg.
Il piccolo Ladislao morì inaspettatamente il 7 maggio 1205. L'ex reggente e ora re Andrea reclamò il corpo del nipote che fece seppellire nella cripta reale a Székesfehérvár.
Costanza allora tornò in Aragona, nel Monastero di Sijena, che sua madre aveva fondato nel 1188 e nel quale si era ritirata dopo la morte del marito. Vi restò quattro anni.

### Matrimonio con Federico II di Svevia

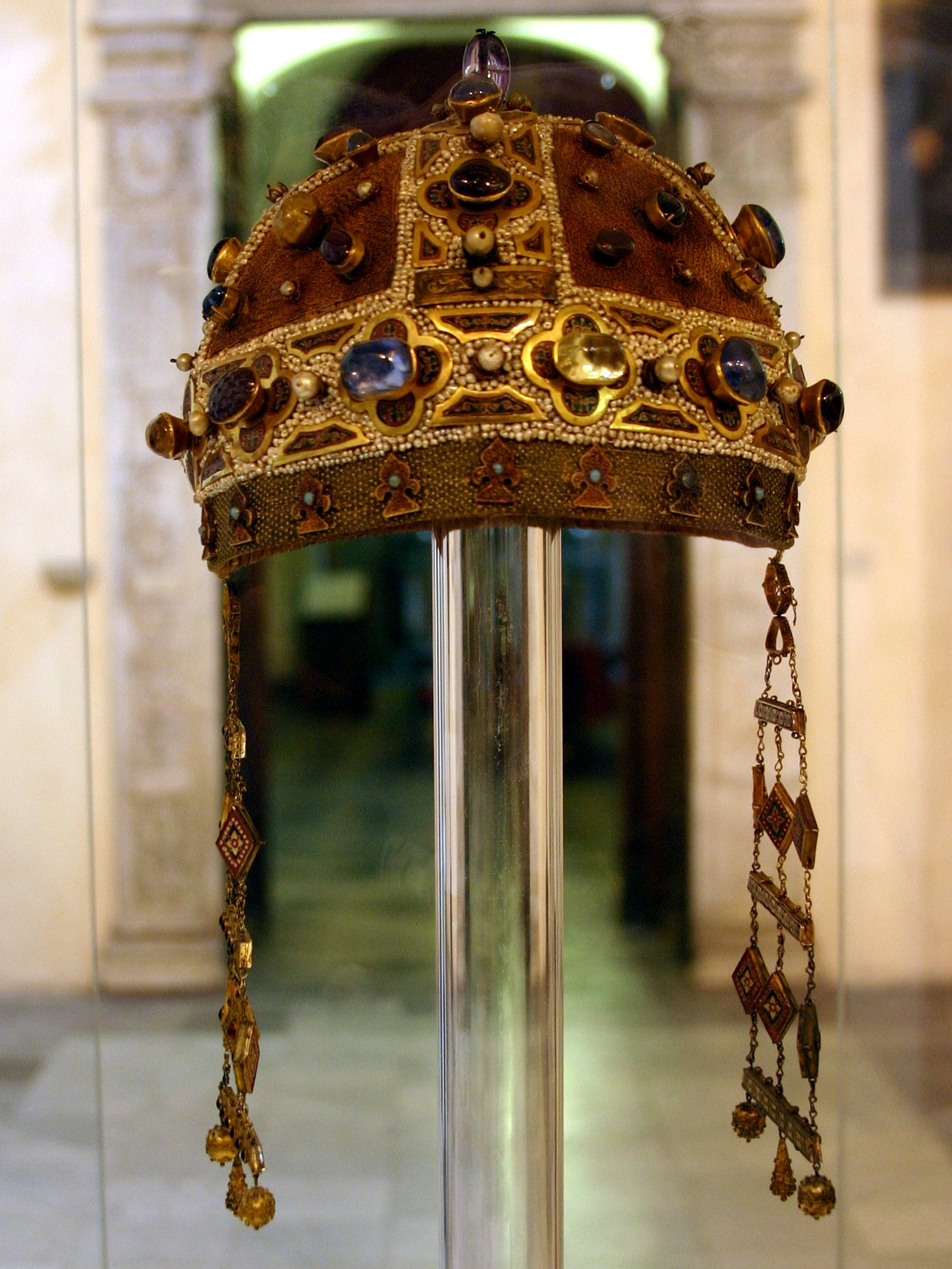
Corona di Costanza (Palermo, Tesoro della Cattedrale)

Costanza trascorse i successivi anni nell'abbazia con la madre, fino a quando il re suo fratello concordò con il papa Innocenzo III il suo matrimonio con Federico Hohenstaufen, re del Regno di Sicilia, sotto la tutela del papa.
Le trattative per il matrimonio si erano già concluse nel 1208 a Saragozza, senza che i due sposi si fossero ancora incontrati. Costanza assunse il titolo di regina consorte di Sicilia. Nell'agosto del 1209 Costanza sbarcò a Palermo per i festeggiamenti delle nozze. Aveva circa 29 anni, mentre lo sposo 14. Il 15 agosto fu celebrato il matrimonio a Messina.
Nel 1211 nacque il suo secondo figlio ed erede di Federico II, Enrico, futuro re dei Romani.

### La reggenza di Sicilia

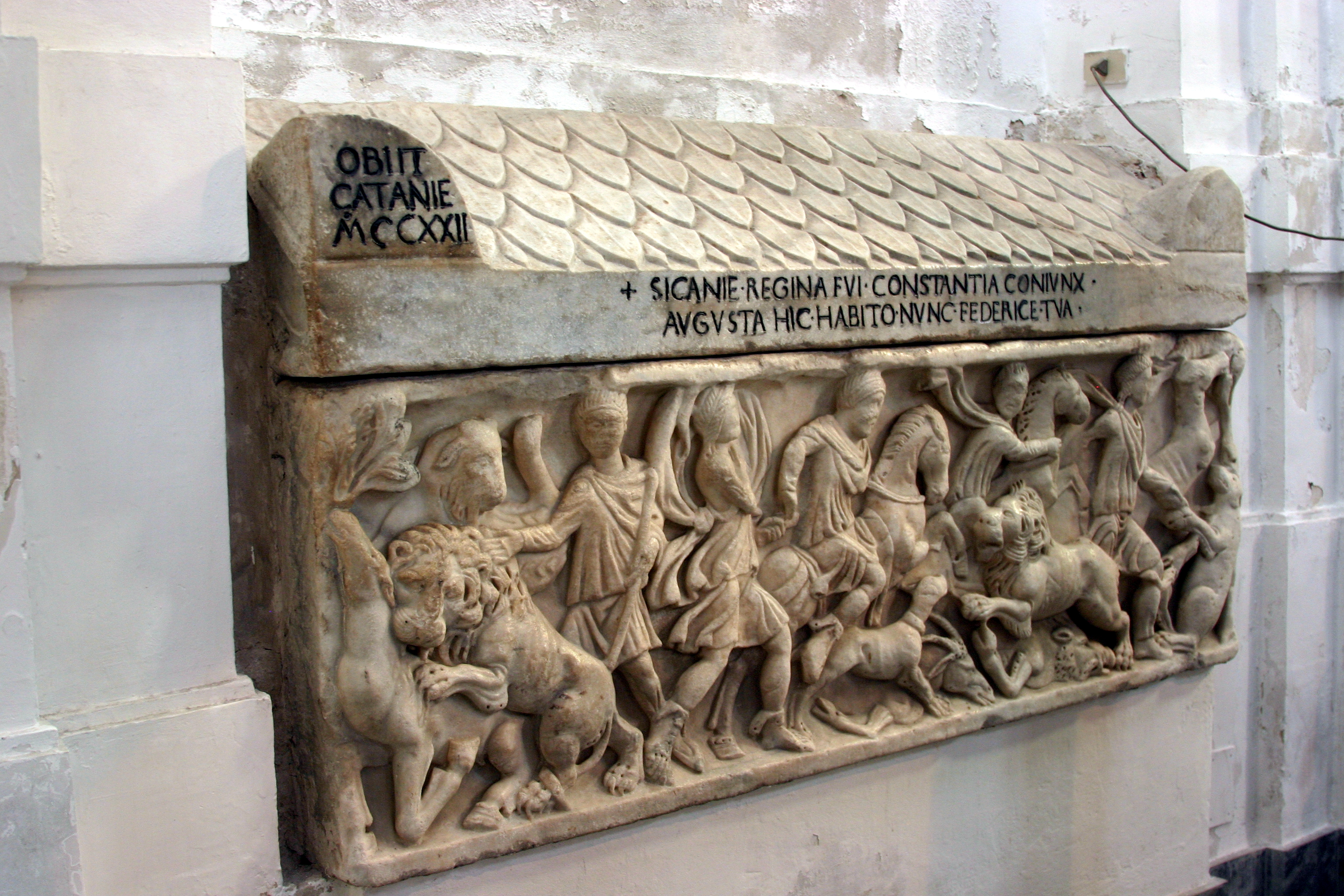
Il sarcofago romano di Costanza d'Aragona (Palermo, Cattedrale).

Il 9 dicembre 1212, Federico fu incoronato "re dei Romani" (titolo equivalente a Imperatore del Sacro Romano Impero) in opposizione a Ottone IV. Dal marzo del 1212, durante l'assenza del marito, Costanza rimase in Sicilia come reggente. Lo restò fino al 1220.
Il 22 novembre 1220, quando Federico fu incoronato Imperatore del Sacro Romano Impero da Papa Onorio III, Costanza divenne Imperatrice, e il marito tornò a Palermo.

### La morte
Costanza morì a Catania il 23 giugno 1222 a causa della malaria e venne tumulata nella cattedrale di Palermo, in un sarcofago romano, con una preziosa corona di fattura siculo-normanna riconducibile alle officine del palazzo reale di Palermo (la cosiddetta Corona di Costanza del Tesoro della Cattedrale). A questa corona sono accomunati dalla stessa fattura altre regalie, come il famoso mantello di Ruggero, conservato a Vienna.
Dopo la sua morte Federico promise al papa di sposare Jolanda di Brienne, erede al trono di Gerusalemme, e di partire per la crociata entro il 24 giugno del 1225.

## Ascendenza
|                                      |                      |                         | Genitori                     |  |  | Nonni |  |  | Bisnonni                              |  |  | Trisnonni                            |  |
|                                      |                      |                         |                              |  |  |       |  |  | Raimondo Berengario III di Barcellona |  |  | Raimondo Berengario II di Barcellona |  |
|                                      |                      |                         |                              |  |  |       |  |  | Raimondo Berengario III di Barcellona |  |  | Raimondo Berengario II di Barcellona |  |
|                                      |                      | Matilde d'Altavilla     |                              |  |  |       |  |  | Raimondo Berengario III di Barcellona |  |  |                                      |  |
| Raimondo Berengario IV di Barcellona |                      |                         |                              |  |  |       |  |  | Raimondo Berengario III di Barcellona |  |  |                                      |  |
|                                      |                      | Dolce I di Provenza     | Gilbert I, conte di Gévaudan |  |  |       |  |  |                                       |  |  |                                      |  |
|                                      |                      | Dolce I di Provenza     | Gilbert I, conte di Gévaudan |  |  |       |  |  |                                       |  |  |                                      |  |
|                                      |                      | Dolce I di Provenza     | Gerberga di Provenza         |  |  |       |  |  |                                       |  |  |                                      |  |
| Alfonso II d'Aragona                 |                      | Dolce I di Provenza     |                              |  |  |       |  |  |                                       |  |  |                                      |  |
|                                      |                      | Ramiro II di Aragona    | Sancho Ramírez di Aragona    |  |  |       |  |  |                                       |  |  |                                      |  |
|                                      |                      | Ramiro II di Aragona    | Sancho Ramírez di Aragona    |  |  |       |  |  |                                       |  |  |                                      |  |
|                                      |                      | Ramiro II di Aragona    | Felicia di Roucy             |  |  |       |  |  |                                       |  |  |                                      |  |
| Petronilla di Aragona                |                      | Ramiro II di Aragona    |                              |  |  |       |  |  |                                       |  |  |                                      |  |
|                                      |                      | Agnese d'Aquitania      | Guglielmo IX d'Aquitania     |  |  |       |  |  |                                       |  |  |                                      |  |
|                                      |                      | Agnese d'Aquitania      | Guglielmo IX d'Aquitania     |  |  |       |  |  |                                       |  |  |                                      |  |
|                                      |                      | Agnese d'Aquitania      | Filippa di Tolosa            |  |  |       |  |  |                                       |  |  |                                      |  |
| Costanza d'Aragona                   |                      | Agnese d'Aquitania      |                              |  |  |       |  |  |                                       |  |  |                                      |  |
|                                      | Raimondo di Borgogna | Guglielmo I di Borgogna |                              |  |  |       |  |  |                                       |  |  |                                      |  |
|                                      | Raimondo di Borgogna | Guglielmo I di Borgogna |                              |  |  |       |  |  |                                       |  |  |                                      |  |
|                                      | Raimondo di Borgogna | Etiennette de Longuy    |                              |  |  |       |  |  |                                       |  |  |                                      |  |
| Alfonso VII di León                  | Raimondo di Borgogna |                         |                              |  |  |       |  |  |                                       |  |  |                                      |  |
|                                      |                      | Urraca I di León        | Alfonso VI di León           |  |  |       |  |  |                                       |  |  |                                      |  |
|                                      |                      | Urraca I di León        | Alfonso VI di León           |  |  |       |  |  |                                       |  |  |                                      |  |
|                                      |                      | Urraca I di León        | Costanza di Borgogna         |  |  |       |  |  |                                       |  |  |                                      |  |
| Sancha di Castiglia                  |                      | Urraca I di León        |                              |  |  |       |  |  |                                       |  |  |                                      |  |
|                                      |                      | Ladislao II l'Esiliato  | Boleslao III di Polonia      |  |  |       |  |  |                                       |  |  |                                      |  |
|                                      |                      | Ladislao II l'Esiliato  | Boleslao III di Polonia      |  |  |       |  |  |                                       |  |  |                                      |  |
|                                      |                      | Ladislao II l'Esiliato  | Zbyslava di Kiev             |  |  |       |  |  |                                       |  |  |                                      |  |
| Richenza di Polonia                  |                      | Ladislao II l'Esiliato  |                              |  |  |       |  |  |                                       |  |  |                                      |  |
|                                      |                      | Agnese di Babenberg     | Leopoldo III di Babenberg    |  |  |       |  |  |                                       |  |  |                                      |  |
|                                      |                      | Agnese di Babenberg     | Leopoldo III di Babenberg    |  |  |       |  |  |                                       |  |  |                                      |  |
|                                      |                      | Agnese di Babenberg     | Agnese di Waiblingen         |  |  |       |  |  |                                       |  |  |                                      |  |
|                                      |                      | Agnese di Babenberg     |                              |  |  |       |  |  |                                       |  |  |                                      |  |